# Wierchnij Baskunczak
Wierchnij Baskunczak (ros. Верхний Баскунчак) – osiedle typu miejskiego w Rosji, w obwodzie astrachańskim, w rejonie achtubińskim. W 2010 liczyło 8411 mieszkańców.